# Retrat de Fernando Niño de Guevara, mig cos
El Retrat del Cardenal Fernando Niño de Guevara, de mig cos, és una versió reduïda, de l'obra d'El Greco, Retrat de Fernando Niño de Guevara, Consta amb el número X-187 en el catàleg raonat d'obres d'El Greco, realitzat per Harold Wethey, especialista en aquest pintor.

## Temàtica de l'obra
Fernando Niño de Guevara fou membre del Consell de Castella, inquisidor general i cardenal. Fou nomenat inquisidor l'any 1600, i va exercir d'arquebisbe de Sevilla des de 1601 fins a l'any 1609, any de la seva mort, Va estar a Toledo en febrer i març de 1600, va tornar de pas l'estiu de 1601, i novament el gener de 1604. Tanmateix, les seves estances a Toledo no necessàriament han de coincidir amb la data de realització d'aquesta pintura, que pot ser un esbós o bé una còpia del retrat definitiu.

## Anàlisi de l'obra
Oli sobre llenç; 74,5 x 51 cm.; Sammlung Oskar Reinhart «Am Römerholz»; Winterthur; Suïssa; 
Signat amb amples lletres cursives gregues sobre l'espatlla dreta del personatge: δομήνικος Θεοτοκóπουλος ε'ποíει.
Obra autògrafa segons el catàleg del museu, per Manuel B.Cossío, per August L. Mayer i per José Camón Aznar. Segons Michelangelo Muraro podría tractar-se d'un esbós preparatori per a la pintura definitiva. Tanmateix, Harold Wethey la considera una mera còpia de taller.
Manuel B. Cossío, tot i reconèixer l'estimable qualitat d'aquest retrat, remarca tanmateix que no té la finor ni està realitzat amb la cura del de la tela definitiva. Aquest autor pensa que, més que un estudi previ, deu ser un rèplica.

## Procedència
- Col·lecció particular; El Puerto de Santa María; Província de Cadis
- Benigno de la Vega-Inclán, Madrid
- Rodolfo Kahn; París; (1908)
- A.M.Huntington, New York
- Marcell Nemes; Budapest
- venda a París, a Manzi Galleries, 17-18 de Juny de 1913, número 32
- Oskar Reinhart, Winterthur.